# Gornji Štrbci
Gornji Štrbci falu Horvátországban, Lika-Zengg megyében. Közigazgatásilag Donji Lapachoz tartozik.

## Fekvése
Korenicától légvonalban 25 km-re, közúton 53 km-re délkeletre, községközpontjától légvonalban 8 km-re, közúton 16 km-re északkeletre, Lika keleti részén, a Lapaci mezőtől északra, a bosnyák határ közelében fekszik.

## Története
1890-ben 135, 1910-ben 215 lakosa volt. Lika-Korbava vármegye Donji Lapaci járásához tartozott. A trianoni békeszerződést követően előbb a Szerb-Horvát-Szlovén Királyság, majd Jugoszlávia része lett. 1991-ben teljes lakossága szerb nemzetiségű volt. A falunak 2011-ben 18 lakosa volt.

## Lakosság
| Lakosság változása | Lakosság változása | Lakosság változása | Lakosság változása | Lakosság változása | Lakosság változása | Lakosság változása | Lakosság változása | Lakosság változása | Lakosság változása | Lakosság változása | Lakosság változása | Lakosság változása | Lakosság változása | Lakosság változása | Lakosság változása |
| ------------------ | ------------------ | ------------------ | ------------------ | ------------------ | ------------------ | ------------------ | ------------------ | ------------------ | ------------------ | ------------------ | ------------------ | ------------------ | ------------------ | ------------------ | ------------------ |
| 1857               | 1869               | 1880               | 1890               | 1900               | 1910               | 1921               | 1931               | 1948               | 1953               | 1961               | 1971               | 1981               | 1991               | 2001               | 2011               |
| 0                  | 0                  | 0                  | 135                | 179                | 215                | 250                | 218                | 268                | 232                | 169                | 123                | 52                 | 59                 | 4                  | 18                 |

(1857 és 1890 között lakosságát Krugéhoz és Nebljusihoz számították.)